# Stanisław Patkowski
Stanisław Patkowski (ur. 1927, zm. 5 stycznia 2019) – polski oficer, pułkownik WP, dowódca Centralnego Ośrodka Analizy Skażeń.

## Życiorys
Był współorganizatorem i dowódcą w latach 1968–1987 – Centralnego Ośrodka Analizy Skażeń. W czasie jego dowodzenia przygotowano pierwsze rozwiązania normujące funkcjonowanie Systemu Wykrywania Skażeń w polskich Siłach Zbrojnych, a także przygotowano „Instrukcję o działaniu Systemu Wykrywania Skażeń na terytorium kraju” oraz „Instrukcję o działaniu Systemu Wykrywania Skażeń w wojskach operacyjnych”. Pułkownik Patkowski był także kawalerem licznych odznaczeń w tym Orderu Odrodzenia Polski. 
Zmarł 5 stycznia 2019. Został pochowany na Cmentarzu Prawosławnym w Warszawie. 